# Nederlandske Vestindiske Kompagni
Det Vestindiske Kompagni (nederlandsk: 'West-Indische Compagnie', forkortet WIC) var et handelskompagni af nederlandske købmænd som 3. juni 1621 fik tildelt monopol på handel på den vestlige halvkugle af Republikken af de syv forenede Nederlande. Området hvor WIC kunne operere bestod af Vestafrika (området mellem Krebsens vendekreds og Kap det gode håb) og Amerika, som omfattede Stillehavet og den østlige del af Ny Guinea. Det tiltænkte formål med handelsmonopolet var at fjerne konkurrence mellem de mange handelsposter, som var etableret af nederlandske købmænd. Kompagniet bidrog stærkt til den nederlandske kolonisering af Amerika.
WIC var organiseret på samme måde som det Forenede Ostindiske Kompagni, som havde handelsmonopol på Asien fra 1602, bortset fra at WIC ikke havde tilladelse til at udføre militære operationer uden den nederlandske regerings samtykke.